# Калиспел
Калиспел (Kalispel-Pend d’Oreille, Kalispel-Spokane-Flathead, Montana Salish, Salish) — салишский язык, на котором говорят народы пан-д’орей (калиспел), флатхеды и спокан, которые проживают в северо-центре штата Монтана и в индейских резервациях Калиспел и Спокан на северо-востоке штата Вашингтон в США.
Главным образом используется для личного общения пожилыми индейцами, живущими в резервациях или в индейских общинах в  крупных городах.

## Генеалогическая и ареальная информация
Согласно Glottolog, калиспел - язык салишской семьи, группа внутренние салишские, подгруппа I оканаганик, подгруппа II калиспел-спокан.
Язык относится к макроареалу Северная Америка. На нем говорят индейцы, проживающие в северо-центре штата Монтана и в индейских резервациях Калиспел и Спокан на северо-востоке штата Вашингтон в США.

## Диалекты
Расходятся мнения лингвистов по поводу того, является ли спокан диалектом калиспел или это два разных близкородственных языка. Некоторые, например, Б.Карлсон, считают, что спокан, калиспел и флэтхед являются тремя практически идентичными диалектами одного внутреннего салишийского языка.

## Социолингвистическая информация
Всего около 65-70 носителей.
Ведутся активные попытки возрождения языка: на калиспел преподают в школе Nkwusm Salish Immersion School в Арли, штат Монтана, в некоторых школах  в Калиспелле, штат Монтана, предлагают языковые курсы, интенсивное обучение для взрослых, доступны онлайн-репетитор и онлайн учебная программа по языку, однако вероятность успешного возрождения калиспел крайне мала.  

### Диалекты

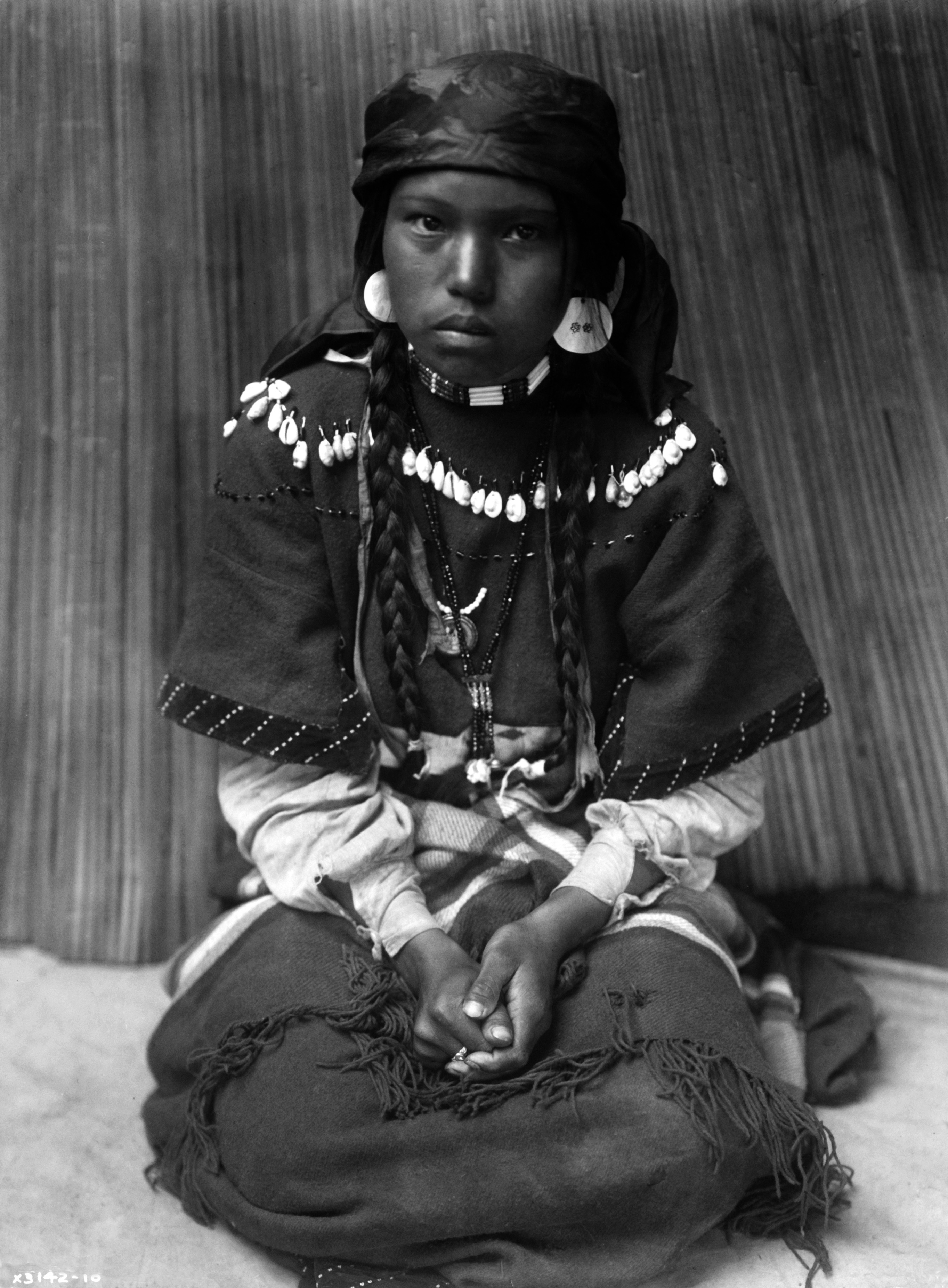
Девушка калиспел, ок. 1910 г.

Если исходить из мнения,что спокан, калиспел и флэтхед - диалекты внутреннего салишийского языка, то касательно числа носителей известно следующее:
- На спокане (Npoqínišcn, Spokan, Spokane) говорит народ спокан, который проживает на северо-востоке штата Вашингтон. Перешли на английский язык. Только 2 человека свободно говорят на родном языке, супружеская пара за 70 лет
- На флэтхед («Flathead-Kalispel», «Kalispel-Flathead», Kalispel-Pend d’Oreille, Salish) говорит народ флэтхед, который проживает в резервации Флэтхед на северо-западе штата Монтана и в резервации Калиспел на северо-востоке штата Вашингтон. Большинство населения перешли на английский язык.
- Калиспел: несколько говорящих, информация скудна[4].

## Типологическая характеристика

### Базовый порядок слов
В калиспел все полнозначные слова способны быть завершенными высказываниями, то есть предложение может состоять их одного любого полнозначного слова. Таким образом, они имеют в основном предикативную природу. В предложениях состоящих более чем из одного слова первое слово со всеми его клитиками является предикатом, а следующее - адъюнктом (полнозначное слово или фраза, то есть слово с сопутствующими частицами. Адъюнкт добавляет информацию, относящуюся к предикату: часто адъюнкты добавляют конкретную ссылку на субъект или объект предикации. Адъюнктов может быть несколько. Из всего этого следует, что в калиспел нет привычной оппозиции существительного и глагола .
Г. Фогт отмечает, что в калиспел преобладает порядок VSO:
| kʷen-nt-s          |  | ɬiʔé |  | ɬ   |  | t-twit              |  | ɬiʔé |  | smʔem   |
| схватить-TR-3TRANS |  | этот |  | SEC |  | ERG-молодой.человек |  | эта  |  | женщина |

"Молодой человек схватил эту женщину".
 
Но встречается и VOS
| spənte-s       |  | ɬ   |  | uʔ   |  | xxɫəcin |  | ɬ   |  | uʔ   |  | t-sqelixʷ  |
| ударить-3TRANS |  | SEC |  | PART |  | собака  |  | SEC |  | PART |  | ERG-индеец |

"Индеец ударил собаку"
 

### Тип выражения грамматических значений
Калиспел - синтетический язык (грамматические значения выражаются в пределах одного слова, а не с помощью служебных слов, как в аналитических), что характерно для многих коренных языков Северной Америки, в том числе и для салишской семьи.  
| cu-nt-s           |  | ye  |  | čyčiyé-s      |
| сказать-TR-3TRANS |  | эта |  | бабушка-3POSS |

"Он сказал его бабушке"

### Характер границы между морфемами
Калиспел - агглютинативный язык: грамматические значения выражаются аффиксами, одному аффиксу соответствует одна морфема:
| kʷul-nt-m        |  | ɬ   |  | uʔ   |  | scʔiɬn |
| готовить-TR-PASS |  | SEC |  | PART |  | еда    |

"Еда была готова"
Как можно заметить: у глагола два аффикса ("nt"и "m") каждый из которых выражает одно конкретное грамматическое значение (транзитивность и пассивность соответственно).

### Локус маркирования в посессивной именной группе и предикации
В посессивной именной группе наблюдается вершинное маркирование: особые местоименные суффиксы присоединяются к обладаемому, обладатель остается неизменным.
| ɬiʔé |  | sẋcẋcut-s        |  | ɬ   |  | i    |  | ʔé  |  | səmʔem  |
| эти  |  | сопленники-3POSS |  | SEC |  | SPEC |  | эта |  | женщина |

"соплеменники женщины"
В предикации также посессивное маркирование: эта же система суффиксов присоединяется к предикатам в качестве показателя переходности, когда есть прямое дополнение:
| kʷen-nt-s          |  | ɬ   |  | i    |  | ʔé   |  | t-twit              |  | ɬ   |  | i    |  | ʔé  |  | smʔem   |
| схватить-TR-3TRANS |  | SEC |  | SPEC |  | этот |  | ERG-молодой.человек |  | SEC |  | SPEC |  | эта |  | женщина |

Если переводить точно, будет "Молодой человек схватил (её) эту женщину".

### Тип ролевой кодировки
Калиспел считается языком с аккузативным типом ролевой кодировки. Например, при определенных предикатах присутствует показатель переходности:
| wiči-s         |  | spiloyeʔ. |
| видеть--3TRANS |  | койот     |

"он увидел койота"  
В показателе -s предиката "wičis" закладывается переходность "видеть". Следом идет адъюнкт " spiloyeʔ" ("койот"), несущий информацию об объекте предикации.  
Однако в языке можно заметить определенные указания и на эргативный тип.  
| ɬáqšil-s     |  | ɬ   |  | t-twit              |
| сесть-3TRANS |  | SEC |  | ERG-молодой.человек |

В данном случае "t-" указывает на инициатора действия (агенса). Пациенс в языке никак не маркируется:
| es-čnmqin       |  | ɬ   |  | uʔ   |  | hin-lʔéu      |
| ACT-быть.слепым |  | SEC |  | PART |  | 1SG.POSS-отец |

"мой отец был слепым"
Однако в предложении с переходным предикатом, объектом предикации и инициатором действия мы можем наблюдать как маркировку агенса, так и показатель переходности:
| spənte-s       |  | ɬ   |  | uʔ   |  | xxɫəcin |  | ɬ   |  | uʔ   |  | t-sqelixʷ. |
| ударить-3TRANS |  | SEC |  | PART |  | собака  |  | SEC |  | PART |  | ERG-индеец |

"Индеец ударил собаку"
Причиной трудности определения типа ролевой маркировки является порядок VOS и отсутствие падежей в языке. Без этого понять что является субъектом, а что объектом действия становится затруднительным: без "-t" последний пример можно было бы понять как "Индеец ударил собаку" и как "Собака ударила индейца".    

## Яркие особенности

### Частицы-показатели адъюнкта
Адъюнкт обозначается позицией в предложении. Этот порядок (предикат-адъюнкт), по-видимому, является базовым и жестким структурным фактом в языке. В дополнение 'к этому типу маркировки, перед адъюнктом часто встречается частица ɫ со значением  'второстепенное по важности*. За этой фразовой частицей всегда следует указательная частица, которая указывает на то, что следующий адъюнкт является либо "определенным, но не особо отмеченным" (uʔ), либо "особо отмеченным" (hi).  "uʔ" встречается только после ɫ.  Сочетание ɫ i (в сочетании h теряется) требует после себя указательное слово: либо "ʔe" "это\ эта\ этот\ эти", либо  Ṥeʔ" "тот\ та\ то\ те", либо "ciʔ"  "то\ та\ тот\ те, кто находится рядом с человеком, с которым разговаривают или на которого ссылаются" , либо "ɫuʔ" "тот\та\то\те эмфатическое ". За ним может следовать или не следовать другое полнозначное слово. Это отличительная особенность калиспел, по-видимому, не встречающаяся в других языках салишской семьи, Б.Карлсон отмечает это уникальной чертой данного языка.
| xʷilṡ  |  | ɫ   |  | uʔ   |  | spilayeʔ. |
| встать |  | SEC |  | PART |  | койот     |

"Койот встал"
| wič-ən   |  | ɫ   |  | i    |  | ʔe  |
| видеть-я |  | SEC |  | SPEC |  | это |

"я видел это"

### Суффиксы
В калиспел присутствуют еще некоторые особенности, косвенно указывающие на эргативный тип ролевой кодировки. Например, в языке существует суффикс -m (MIDDLE), который присоединяется к глаголу, когда исполнитель действия активно вовлечен в процесс, и который отсутствует в противном случае, например, когда субъект подвергается действию:
| čən |  | xʷel-əm.        |
| я   |  | оставить-MIDDLE |

"я оставил"  
| čən |  | xʷel.    |
| я   |  | оставлен |

"Я оставлен"    

## Список сокращений
ERG - эргатив
PART-определенный
POSS - посессивный
SEC - второстепенный
SG - единственное число  
SPEC -специальный
TR- транзитивизер  
TRANS- - транзитивный субъект  
1- первое лицо  
3- третье лицо